# Vladimir Velman
Vladimir Velman, ros. Владимир Николаевич Вельман, trb. Władimir Nikołajewicz Welman (ur. 25 września 1945 w Tallinnie) – estoński dziennikarz i polityk rosyjskiego pochodzenia, poseł do Riigikogu VIII, IX, X, XI, XII i XIII kadencji.

## Życiorys
Po ukończeniu szkoły średniej w Tallinnie kształcił się na studiach inżynierskich na Politechnice Tallińskiej. Pracował m.in. w państwowym instytucie projektowym i w ministerstwie zaopatrzenia Estońskiej SRR, następnie zaś rozpoczął pracę dziennikarza w piśmie „Mołodzioż Estonii” (1972–1975) oraz korespondenta agencji APN w Estonii (1975–1980). Od 1980 pracował w Telewizji Estońskiej, m.in. jako wydawca i główny wydawca rosyjskiej wersji programu „Aktuaalne kaamera” (do 1995). Od 1995 do 1999 był redaktorem naczelnym pisma „Estonija”, zaś w latach 1997–1999 „Wiesti”.
W okresie 1990–1992 zasiadał w niepodległościowym Kongresie Estońskim. Od 1994 jest członkiem Estońskiej Partii Centrum. Z jej ramienia uzyskiwał mandat posła do Riigikogu VIII, IX, X, XI, XII i XIII kadencji (wybierany w latach 1995, 1999, 2003, 2007, 2011 i 2015). Wchodził również w skład rady miejskiej Tallinna.
Żonaty, ma dwóch synów i córkę. Jest członkiem Estońskiego Związku Dziennikarzy.

## Odznaczenia
- Medal Rady Bałtyckiej – 2005[2]